# The Tank, The Swan and The Balloon
Albums de Erasure
Hits! The Videos
(2003) Nightbird
(2005)
The Tank, The Swan and The Balloon est un double-DVD du groupe britannique Erasure sorti en novembre 2004. Il s'agit de la réédition d'un concert enregistré le 6 août 1992 au Manchester Apollo, une salle d'une capacité de 3 500 places (dont 2 514 debout et 986 places assises). Ce concert fut initialement publié en 1993 en format VHS auquel la réédition DVD ajoute un documentaire inédit.
Le 1er DVD comporte l'intégralité du concert, tandis que le 2nd DVD propose une interview de 25 minutes. Outre Andy Bell et Vince Clarke, le costumier et le chrorégraphe de la tournée "The Phantasmagorical Entertainment" sont également interviewés. Pour l'interview seulement, le menu propose les sous-titrages en anglais, français, allemand, espagnol et en portugais .
Afin de bénéficier des possibilités du format DVD, la piste-son a été remasterisée en 5.1. La version stéréo simple (2.0) reste cependant proposée au menu. Quant à l'image, elle respecte le format 4/3 d'origine.
Ce coffret DVD est paru en zone 2 (Europe) en version PAL, ainsi qu'en en zone 1 (Amérique du Nord) en version NTSC. L'image est très granuleuse dans les deux versions, comme c'était déjà le cas pour la parution VHS initiale.
Dans ce concert, les arrangements de certaines chansons des précédents albums d'Erasure ont été entièrement refaits spécialement pour la tournée de 1992 "The Phantasmagorical Entertainment - The Erasure Concerts", à partir de la même instrumentation que l'album Chorus. On appréciera aussi la qualité des deux choristes féminines accompagnant le chanteur Andy Bell, les sœurs jumelles mauriciennes Annick et Véronique Clarisse, qui restent probablement les meilleures voix dont Erasure se soient entourés de toute leur carrière.

## Programme du coffret DVD

### DVD 1 - Programme principal: le concert
1. Intro
2. Siren Song
3. Ship Of Fools
4. Chorus
5. Breath Of Life
6. Chains Of Love
7. Love To Hate You
8. Joan
9. Voulez-Vous
10. Take A Chance On Me
11. S.O.S.
12. Lay All Your Love one Me
13. Am I Right?
14. Oh l'Amour
15. Waiting For The Day
16. Heart Of Stone
17. Stop!
18. The Good, The Bad And The Ugly
19. Who Needs Love Like That
20. Stand By Your Man
21. The Soldier's Return
22. Turns The Love To Anger
23. Star
24. Blue Savannah
25. Over The Rainbow
26. Love Is A Loser
27. A Little Respect
28. Home
29. Perfect Stranger
30. Sometimes

### DVD 2 - Supplément: l'interview / documentaire
- The Tank, the Swan and the Balloon - 'Behind the Scenes'.

Documentaire sur le tournage, interviews avec Andy Bell, Vince Clarke, Dean Bright (costumier) et Les Child (chorégraphe).

## Commentaires
Enregistré en public au Manchester Apollo le 8 juin 1992.
Réalisation : David Mallet
Production : Melissa Stokes
Tous les titres sont des compositions originales d'Erasure, sauf :
- Voulez-Vous, Take a Chance on Me, S.O.S. et Lay All Your Love one Me dont les versions originales sont du groupe ABBA
- The Good, the Bad and the Ugly composé par Ennio Morricone
- Stand by Your Man initialement interprété par Tammy Wynette et composé par Billy Sherrill
- Over the Rainbow écrit par Harold Arlen ainsi qu'E.Y. Harburg et initialement interprété par Judy Garland.